# Pałac Sybilli w Szczodrem
Pałac Sybilli w Szczodrem (niem.  Schloss Sibyllenort)  – zabytkowy pałac w Szczodrem.
Obiekt zbudowany w latach 1685–1692 jako rezydencja książąt oleśnickich, najpierw z dynastii Wirtembergów, następnie Welfów, a na końcu władców Saksonii. Po rozbudowie w latach 1851–1867 nazywany „Śląskim Windsorem”. Po pożarze w 1945, został rozebrany praktycznie w całości, opuszczone pozostałości obecnie stanowią własność prywatną.

## Historia

### Dynastia Wirtembergów
W 1685 Krystian Ulryk I zakupił Szczodre i w latach 1685–1692 zbudował w nim letnią rezydencję dla swojej drugiej żony Sybilli Marii (1667-1694), księżniczki saksońsko-mersenburskiej, na cześć której nazwał zarówno miejscowość jak i pałac. W posiadłości bywali polscy królowie August II Mocny i August III Sas. Zadłużoną posiadłość kolejny właściciel, którym zgodnie z umową rodową był ich drugi syn Karol Fryderyk Wirtemberski, oddał w dzierżawę. Pałac stopniowo popadał w ruinę i już w 1715 roku nie nadawał się do zamieszkania.

### Dynastia Welfów
Fryderyk August wszedł w posiadanie pałacu poprzez małżeństwo z Fryderyką Zofią Charlottą Augustą, córką Karola Krystiana ostatniego księcia oleśnickiego z linii Wirtembergów. W latach 1792–1802 pałac został rozbudowany o cztery boczne skrzydła i dwie wieże z kopułami, stajnię, wozownię, kawiarnię, teatr i pawilon dla gości. Ogrody zaprojektował Christian Weiss (urodzony w Szczodrem nadworny ogrodnik Izabeli Czartoryskiej, projektant ogrodów w Wilanowie i Mokotowie pod Warszawą). Kolejnym właścicielem pałacu został książę oleśnicki Wilhelm. W 1829 gościł w nim car Rosji Mikołaj I wraz z żoną Fryderyką Hohenzollern. W latach 1851–1867 nadworny architekt Carl Wolf przebudował pałac w stylu gotyku angielskiego na wzór pałacu Windsor w Anglii. W 60 salach udostępnionych do zwiedzania znajdowało się 5000 grafik i obrazów.  W pałacu funkcjonował teatr, w którym grali aktorzy z Wrocławia oraz zawodowy balet sprowadzony z Brunszwiku.

### Dynastia Wettynów
W 1884 pałac przeszedł na drodze dziedziczenia w ręce króla saskiego Alberta I. Pomieszczenia, w których znajdował się do tej pory teatr zostały przekształcone w kaplicę, do której sprowadzono marmurowy ołtarz z Wenecji, pokryto ściany jadalni skórzaną tapetą z wytłoczonymi antycznymi scenami oraz doprowadzono wodociąg i kanalizację. Król zmarł w pałacu 19 czerwca 1902. W latach 1904–1932 pałac był rezydencją króla saskiego Fryderyka Augusta III, który również zmarł w pałacu. W tym okresie zgromadzono tu unikatową kolekcję porcelany miśnieńskiej. Po przejęciu pałacu przez jego syna Fryderyka Krystiana, w 1932 cześć wyposażenia pałacu zlicytowano, a jedno skrzydło przebudowano na mieszkania. W kolejnych latach przewożono wyposażenie do innych pałaców, łącznie z parkietami i kasetonami.
W trakcie II wojny światowej w pałacu znajdowały się magazyny Wehrmachtu. W 1945 pałac został podpalony albo przez wycofujących się żołnierzy SS, albo przez plądrujących go żołnierzy sowieckich.

### Okres PRL
Po wojnie pałac został zajęty przez Urząd Bezpieczeństwa i w jego obrębie utworzono ośrodek wypoczynkowy dla funkcjonariuszy UB i utworzono gospodarstwo rolne zaopatrujące siedzibę UB we Wrocławiu. Rozszabrowane pozostałości pałacu zostały rozebrane w latach 1955-1957. W latach 70. XX wieku,  została rozebrana oranżeria. W zachowanej północnej część wschodniego skrzydła, po kapitalnym remoncie w latach 1977-1980 utworzono Ośrodek Doskonalenia Kadr Urzędu Województwa Wrocławskiego i Miasta Wrocławia. Najwyższa wieża została rozebrana w 1970, a prace rozbiórkowe trwały aż do 1989.

### Okres współczesny
Pozostałości pałacu (skrzydło pałacu, oficyna, park z lasem, ogrodzenie murowane z bramą (z kratą i lwami) zostały wpisane do rejestru zabytków w 1990. Od 1988 skrzydło pałacu stoi nieużywane, natomiast w oficynie mieszkają byli pracownicy PGR. W 1992 obiekt został sprzedany prywatnej spółce, a w 2001 przeszedł w ręce osoby fizycznej. W 1999 zaginęły żeliwne rzeźby lwów z bramy wjazdowej.

## Architektura

### Śląski Windsor
Po rozbudowie w latach 1851–1867 pałac miał kubaturę blisko 40.000 m³, fasadę o długości 300 metrów (w tym fasada frontowa o długości 100 metrów). Na elewacji znajdowały się łuki Tudorów, a całość zakończona była blankami.

### Stan obecny
W 2015 roku z zespołu pałacowo-parkowego pozostały:
- fragment wschodniego skrzydła (obecnie opuszczona oficyna pod adresem ul. Stawowa 5) – murowany, piętrowy, w stylu neogotyku angielskiego, dwuskrzydłowy z dwoma narożnymi ośmiobocznymi wieżami, trzy i czterotraktowy z dachem pogrążonym niewidocznym za attyką z blankami[18],
- fragment budynku teatru (obecnie dom mieszkalny pod adresem ul. Stawowa 2) – murowany, piętrowy, w stylu neogotyku angielskiego, zbudowany na planie kwadratu, trzytraktowy z dachem płaskim niewidocznym za attyką, na elewacji frontowej ryzalit ze szczytem schodkowym[18],
- park przypałacowy (obecnie park wiejski) – w stylu angielskim, o powierzchni 9,75 ha, ze stawem w kształcie podkowy o powierzchni 1 ha, z grupą wierzb płaczących[7],
- ogród krajobrazowo-botaniczny (obecnie las) – o powierzchni 75 ha[4], stawy o powierzchni 10 ha[9], na terenie którego znajdują się pomnikowe drzewa – miłorząb dwuklapowy oraz dęby szypułkowe[19],
- brama południowa (pozbawiona dawniej wieńczących ją żeliwnych lwów) – murowana, okładana kamieniem, złożona z czterech słupów na cokole zwieńczonych fryzem arkadowym wraz z krenelażem[7],
- brama zachodnia (pozbawiona dawniej wieńczących ją żeliwnych lwów) – murowana, okładana kamieniem, złożona z czterech słupów na cokole zwieńczonych widocznymi tarczami herbowymi[7],
- dom dozorcy parkowego (obecnie opuszczony) – murowany, parterowy, na planie litery T, z dachem dwuspadowym pokrytym dachówką karpiówką z szerokimi okapami, cześć okien z trójkątnymi zwieńczeniami obramowanymi z ozdobnymi nadprożami[7],
- dom dozorcy parkowego (obecnie opuszczony) – murowany, parterowy, na planie litery L, z dachem dwuspadowym pokrytym dachówką z szerokimi okapami, cześć okien z trójkątnymi zwieńczeniami, wspólne ozdobne nadproże[7],
- zwierzyniec (obecnie las) – o powierzchni 200 ha[4].

## Ciekawostka
Wielkie lustro z pałacu Sybilli w złotych ramach znajdowało się od 1932 w poczekalni dworca Wrocław Główny.

## Galeria

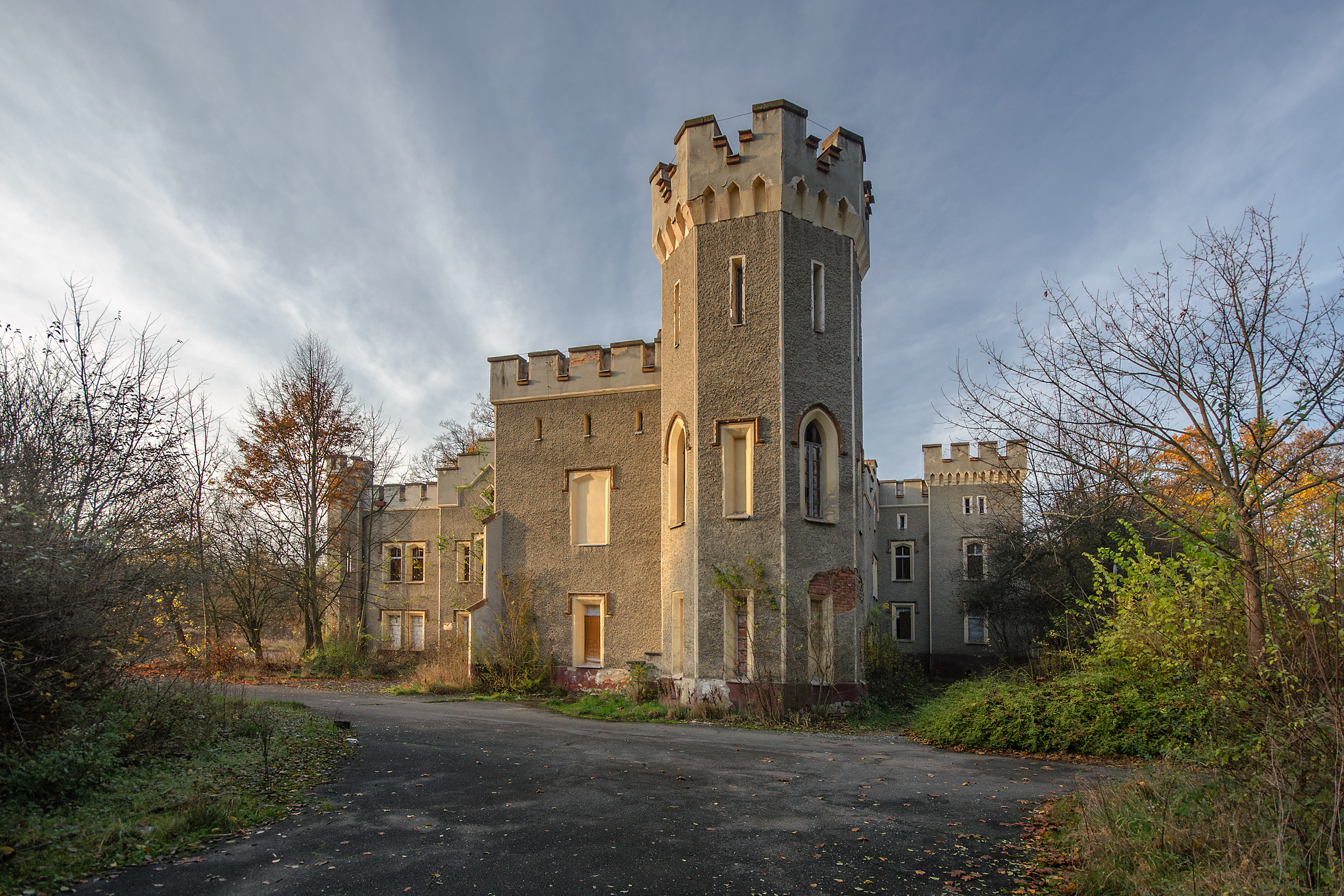
Pałac w 2014 roku
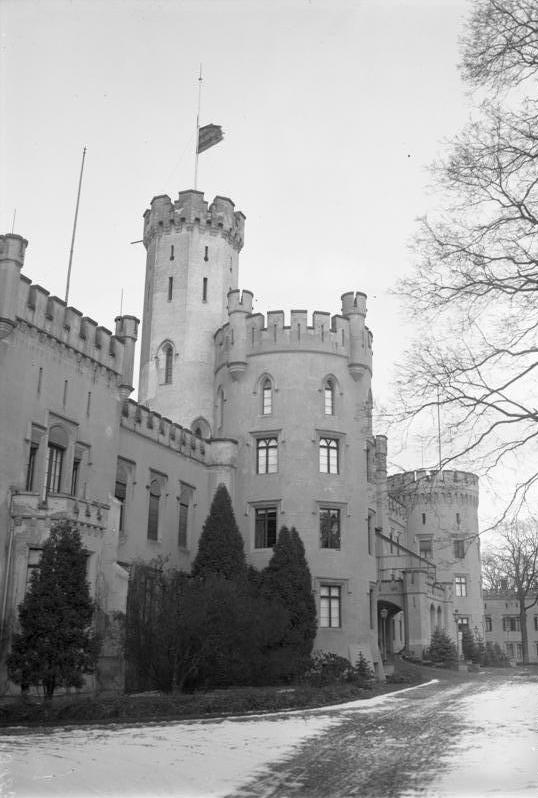
Pałac w 1932 roku
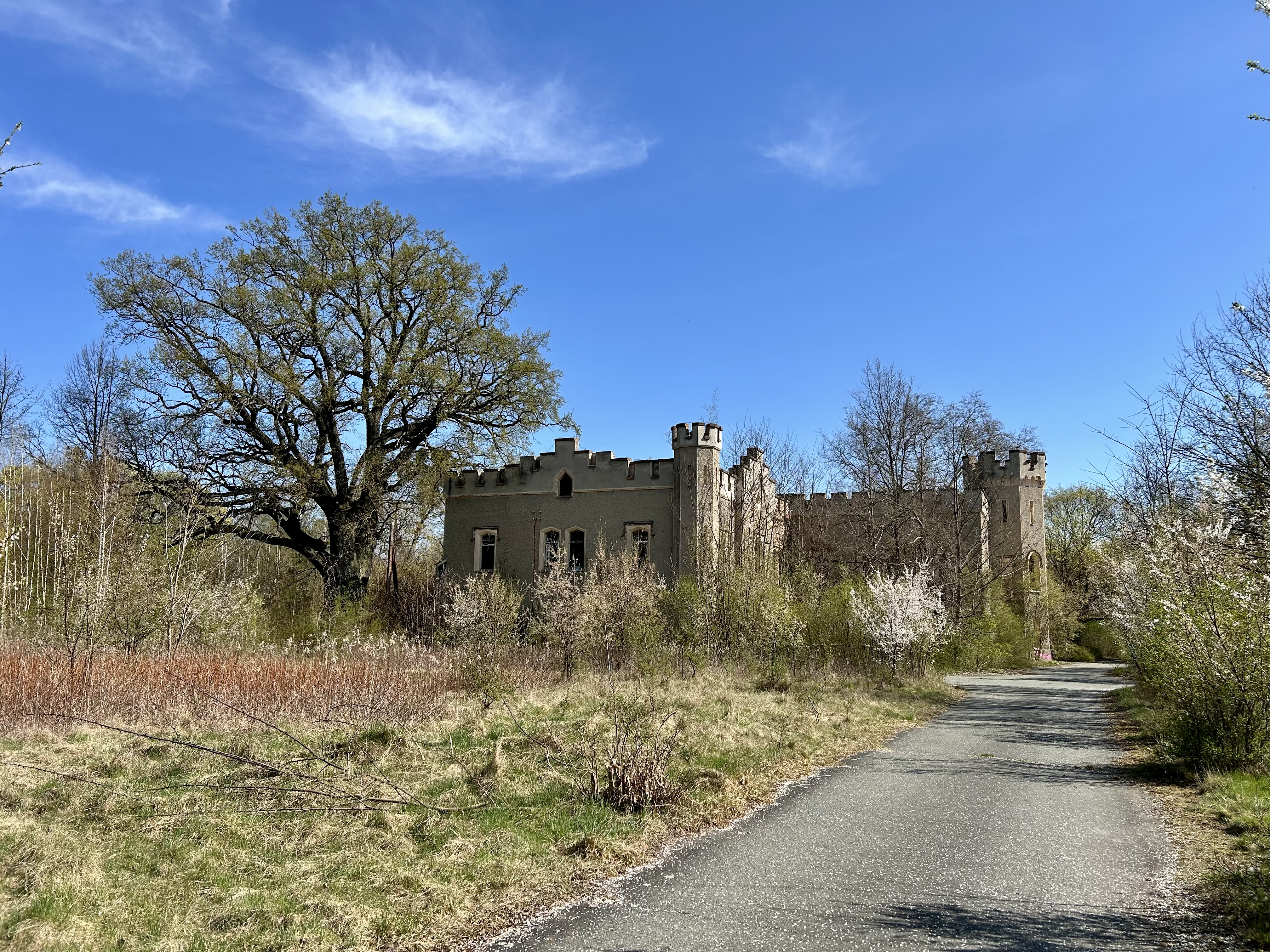
Pałac Sybilli w 2025 roku